# Chiesa di Santa Maria del Carmine ai Fossi
La chiesa di Santa Maria del Carmine ai Fossi è una chiesa nel comune di Rufina.

## Storia e descrizione
Di origine medievale, fu edificata a lato di un ospizio di frati francescani lungo l'antichissima mulattiera che congiungeva il Casentino alla Val di Sieve.
Il semplice edificio, ad un'unica navata coperta da capriate, fu ricostruito ex novo nel 1924. All'esterno è circondato su tre lati da una tettoia sorretta da pilastri quadrangolari. La canonica fu trasformata e ampliata nel 1860. Nell'interno era conservata una terracotta invetriata raffigurante l'Incoronazione della Vergine col Bambino, San Francesco e San Bartolomeo, della bottega dei della Robbia, attualmente custodita presso la vicina pieve di San Bartolomeo a Pomino.